# Dana White's Contender Series
Dana White's Contender Series (tidigare Dana White's Tuesday Night Contender Series) är en amerikansk organisation som arrangerar MMA-galor.

## Bakgrund
I maj 2017 meddelade UFC att Dana White skulle hålla i en tävling varje vecka och den skulle sändas på UFC Fight Pass. Precis som med Whites tidigare serie Dana White looking for a fight var syftet att ge nya talanger chansen att synas och för White att hitta de talanger som skulle kunna få kontrakt med UFC. Ingen av de som deltar i serien har existerande kontrakt med UFC, och serien är licensierad helt separat med Dana White som personlig promotor avskilt från övrig UFC-verksamhet.
Det poängterades redan innan licensen godkändes att det var ett eget projekt, inte en del av moderbolaget:
"this is not the UFC, this is not the UFC brand." (Det här är inte UFC, det här är inte UFC:s varumärke.)

## Tävlingar
Den första tävlingen hölls 11 juli 2017. Samtliga tillställningar har hållits på UFC:s hemmaaplan i Las Vegas, NV. Först vid UFC Training Centre, och sedan det öppnades vid UFC APEX.

## Kontraktsvinnare
Efter varje avsnitt väljer Dana White ut de han anser var bäst. Som var killers och som han därför tycker skall få kontrakt med UFC.

### 2017 års säsong
16 atleter kontrakterades under 2017. Några av de som rönt större framgång eller berömmelse inom UFC sedan dess är: 
- Sean O'Malley[6]
- Karl Roberson[7]

#### Vecka 1
| DWCS 1       |                                           |
| Information  |                                           |
| Organisation | Dana White Tuesday Night Contender Series |
| Datum        | 11 juli 2017                              |
| Arena        | UFC Training Centre                       |
| Plats        | Las Vegas, NV                             |

| Vecka 1             | Vecka 1              | Vecka 1      | Vecka 1   | Vecka 1             | Vecka 1      | Vecka 1                       | Vecka 1   | Vecka 1   | Vecka 1   |
| Viktklass (Vikt lb) | Vinnare              | UFC-kontrakt |           | Motståndare         | UFC-kontrakt | Metod                         | Rond      | Tid       | Noter     |
| Matchkort           | Matchkort            | Matchkort    | Matchkort | Matchkort           | Matchkort    | Matchkort                     | Matchkort | Matchkort | Matchkort |
| ------------------- | -------------------- | ------------ | --------- | ------------------- | ------------ | ----------------------------- | --------- | --------- | --------- |
| Lättvikt (145)      | Kurt Holobaugh (USA) | Ja           | vs.       | Matt Bessette (USA) | Ja           | No Contest (seger annullerad) | 1         | 2:59      |           |
| Tungvikt (265)      | Zu Anyanwu (USA)     | Nej          | vs.       | Greg Rebello (USA)  | Nej          | KO (slag)                     | 2         | 3:04      |           |
| Bantamvikt (135)    | Boston Salmon (USA)  | Ja           | vs.       | Ricky Turcios (USA) | Nej          | Domslut (enhälligt)           | 3         | 5:00      |           |
| Mellanvikt (185)    | Charles Byrd (USA)   | Nej          | vs.       | Jamie Pickett (USA) | Nej          | Submission (armtriangel)      | 1         | 4:55      |           |
| Flugvikt (125)      | Joby Sanchez (USA)   | Nej          | vs.       | Manny Vazquez (USA) | Nej          | Domslut (enhälligt)           | 3         | 5:00      |           |

#### Vecka 2
| DWCS 2       |                                           |
| Information  |                                           |
| Organisation | Dana White Tuesday Night Contender Series |
| Datum        | 18 juli 2017                              |
| Arena        | UFC Training Centre                       |
| Plats        | Las Vegas, NV                             |

| Vecka 2             | Vecka 2             | Vecka 2      | Vecka 2   | Vecka 2                  | Vecka 2      | Vecka 2                  | Vecka 2   | Vecka 2   | Vecka 2   |
| Viktklass (Vikt lb) | Vinnare             | UFC-kontrakt |           | Motståndare              | UFC-kontrakt | Metod                    | Rond      | Tid       | Noter     |
| Matchkort           | Matchkort           | Matchkort    | Matchkort | Matchkort                | Matchkort    | Matchkort                | Matchkort | Matchkort | Matchkort |
| ------------------- | ------------------- | ------------ | --------- | ------------------------ | ------------ | ------------------------ | --------- | --------- | --------- |
| Lätt tungvikt (205) | Daniel Spohn (USA)  | Nej          | vs.       | Angel DeAnda (USA)       | Nej          | Submission (armtriangel) | 1         | 3:10      |           |
| Bantamvikt (135)    | Sean O'Malley (USA) | Ja           | vs.       | Alfred Khashakyan (ARM)  | Nej          | KO (slag)                | 1         | 4:14      |           |
| Fjädervikt (145)    | Thanh Le (USA)      | Nej          | vs.       | Lazar Stojadinovic (USA) | Nej          | KO (huvudspark och slag) | 2         | 1:35      |           |
| Weltervikt (170)    | Sidney Outlaw (USA) | Nej          | vs.       | Michael Cora (USA)       | Nej          | Domslut (enhälligt)      | 3         | 5:00      |           |
| Flugvikt (125)      | Casey Kenney (USA)  | Nej          | vs.       | C.J. Hamilton (USA)      | Nej          | Domslut (enhälligt)      | 3         | 5:00      |           |

#### Vecka 3
| DWCS 3       |                                           |
| Information  |                                           |
| Organisation | Dana White Tuesday Night Contender Series |
| Datum        | 25 juli 2017                              |
| Arena        | UFC Training Centre                       |
| Plats        | Las Vegas, NV                             |

| Vecka 3             | Vecka 3                | Vecka 3      | Vecka 3   | Vecka 3             | Vecka 3      | Vecka 3                 | Vecka 3   | Vecka 3   | Vecka 3   |
| Viktklass (Vikt lb) | Vinnare                | UFC-kontrakt |           | Motståndare         | UFC-kontrakt | Metod                   | Rond      | Tid       | Noter     |
| Matchkort           | Matchkort              | Matchkort    | Matchkort | Matchkort           | Matchkort    | Matchkort               | Matchkort | Matchkort | Matchkort |
| ------------------- | ---------------------- | ------------ | --------- | ------------------- | ------------ | ----------------------- | --------- | --------- | --------- |
| Lätt tungvikt (205) | Karl Roberson (USA)    | Ja           | vs.       | Ryan Spann (USA)    | Nej          | KO (armbågar)           | 1         | 0:15      |           |
| Weltervikt (170)    | Kyle Stewart (USA)     | Nej          | vs.       | Jason Jackson (USA) | Nej          | TKO (vristskada)        | 2         | 0:21      |           |
| Mellanvikt (185)    | Geoff Neal (USA)       | Ja           | vs.       | Chase Waldon (USA)  | Nej          | TKO (slag)              | 1         | 1:56      |           |
| Lätt tungvikt (205) | Alonzo Menifield (USA) | Nej          | vs.       | Daniel Jolly (USA)  | Nej          | TKO (ögonskada)         | 1         | 5:00      |           |
| Fjädervikt (145)    | Dan Ige (USA)          | Nej          | vs.       | Luis Gomez (USA)    | Nej          | Submission (rear-naked) | 3         | 3:23      |           |

#### Vecka 4
| DWCS 4       |                                           |
| Information  |                                           |
| Organisation | Dana White Tuesday Night Contender Series |
| Datum        | 1 augusti 2017                            |
| Arena        | UFC Training Centre                       |
| Plats        | Las Vegas, NV                             |

| Vecka 4             | Vecka 4                 | Vecka 4      | Vecka 4   | Vecka 4                | Vecka 4      | Vecka 4                 | Vecka 4   | Vecka 4   | Vecka 4   |
| Viktklass (Vikt lb) | Vinnare                 | UFC-kontrakt |           | Motståndare            | UFC-kontrakt | Metod                   | Rond      | Tid       | Noter     |
| Matchkort           | Matchkort               | Matchkort    | Matchkort | Matchkort              | Matchkort    | Matchkort               | Matchkort | Matchkort | Matchkort |
| ------------------- | ----------------------- | ------------ | --------- | ---------------------- | ------------ | ----------------------- | --------- | --------- | --------- |
| Mellanvikt (185)    | Julian Marquez (USA)    | Nej          | vs.       | Phil Hawes (USA)       | Nej          | KO (armbågar)           | 2         | 2:20      |           |
| Bantamvikt (135)    | Kyler Phillips (USA)    | Nej          | vs.       | James Gray (USA)       | Nej          | TKO (armbågar och slag) | 1         | 0:47      |           |
| Flugvikt (125)      | Carlos Candelario (USA) | Nej          | vs.       | Ronaldo Candido (USA)  | Nej          | Domslut (enhälligt)     | 3         | 5:00      |           |
| Lätt tungvikt (205) | Brandon Davis (USA)     | Ja           | vs.       | Austin Arnett (USA)    | Nej          | Domslut (enhälligt)     | 3         | 5:00      |           |
| Bantamvikt (135)    | John Castaneda (USA)    | Nej          | vs.       | Cheyden Leialoha (USA) | Nej          | Domslut (enhälligt)     | 3         | 5:00      |           |

#### Vecka 5
| DWCS 5       |                                           |
| Information  |                                           |
| Organisation | Dana White Tuesday Night Contender Series |
| Datum        | 8 augusti 2017                            |
| Arena        | UFC Training Centre                       |
| Plats        | Las Vegas, NV                             |

| Vecka 5             | Vecka 5              | Vecka 5      | Vecka 5   | Vecka 5              | Vecka 5      | Vecka 5                       | Vecka 5   | Vecka 5   | Vecka 5   |
| Viktklass (Vikt lb) | Vinnare              | UFC-kontrakt |           | Motståndare          | UFC-kontrakt | Metod                         | Rond      | Tid       | Noter     |
| Matchkort           | Matchkort            | Matchkort    | Matchkort | Matchkort            | Matchkort    | Matchkort                     | Matchkort | Matchkort | Matchkort |
| ------------------- | -------------------- | ------------ | --------- | -------------------- | ------------ | ----------------------------- | --------- | --------- | --------- |
| Lätt tungvikt (205) | Mike Rodríguez (USA) | Ja           | vs.       | Jamelle Jones (USA)  | Nej          | KO (flygande knä)             | 1         | 2:15      |           |
| Fjädervikt (145)    | Julio Arce (USA)     | Nej          | vs.       | Peter Petties (USA)  | Nej          | TKO (slag)                    | 2         | 2:39      |           |
| Flugvikt (125)      | Alex Perez (USA)     | Ja           | vs.       | Kevin Gray (USA)     | Nej          | Teknisk submission (anakonda) | 1         | 2:54      |           |
| Bantamvikt (135)    | Ricky Simón (USA)    | Nej          | vs.       | Donavon Frelow (USA) | Nej          | Domslut (delat)               | 3         | 5:00      |           |
| Tungvikt (265)      | Shelton Graves (USA) | Nej          | vs.       | Everett Sims (USA)   | Nej          | TKO (knän)                    | 3         | 2:20      |           |

#### Vecka 6
| DWCS 6       |                                           |
| Information  |                                           |
| Organisation | Dana White Tuesday Night Contender Series |
| Datum        | 15 augusti 2017                           |
| Arena        | UFC Training Centre                       |
| Plats        | Las Vegas, NV                             |

| Vecka 6             | Vecka 6             | Vecka 6      | Vecka 6   | Vecka 6               | Vecka 6      | Vecka 6                 | Vecka 6   | Vecka 6   | Vecka 6   |
| Viktklass (Vikt lb) | Vinnare             | UFC-kontrakt |           | Motståndare           | UFC-kontrakt | Metod                   | Rond      | Tid       | Noter     |
| Matchkort           | Matchkort           | Matchkort    | Matchkort | Matchkort             | Matchkort    | Matchkort               | Matchkort | Matchkort | Matchkort |
| ------------------- | ------------------- | ------------ | --------- | --------------------- | ------------ | ----------------------- | --------- | --------- | --------- |
| Mellanvikt (185)    | Charles Byrd (USA)  | Ja           | vs.       | Buddy Wallace (USA)   | Nej          | KO (flygande knä)       | 1         | 2:15      |           |
| Fjädervikt (145)    | Grant Dawson (USA)  | Ja           | vs.       | Adrian Diaz (USA)     | Nej          | Submission (rear-naked) | 2         | 1:15      |           |
| Lätt tungvikt (205) | Cameron Olson (USA) | Nej          | vs.       | Karl Reed (USA)       | Nej          | Domslut (enhälligt)     | 3         | 5:00      |           |
| Flugvikt (125)      | Jaime Alvarez (USA) | Nej          | vs.       | Martin Day (USA)      | Nej          | Domslut (enhälligt)     | 3         | 5:00      |           |
| Stråvikt (115)      | Jamie Colleen (USA) | Nej          | vs.       | Tiffany Masters (USA) | Nej          | Submission (armbar)     | 3         | 4:43      |           |

#### Vecka 7
| DWCS 7       |                                           |
| Information  |                                           |
| Organisation | Dana White Tuesday Night Contender Series |
| Datum        | 22 augusti 2017                           |
| Arena        | UFC Training Centre                       |
| Plats        | Las Vegas, NV                             |

| Vecka 7             | Vecka 7                 | Vecka 7      | Vecka 7   | Vecka 7               | Vecka 7      | Vecka 7                     | Vecka 7   | Vecka 7   | Vecka 7   |
| Viktklass (Vikt lb) | Vinnare                 | UFC-kontrakt |           | Motståndare           | UFC-kontrakt | Metod                       | Rond      | Tid       | Noter     |
| Matchkort           | Matchkort               | Matchkort    | Matchkort | Matchkort             | Matchkort    | Matchkort                   | Matchkort | Matchkort | Matchkort |
| ------------------- | ----------------------- | ------------ | --------- | --------------------- | ------------ | --------------------------- | --------- | --------- | --------- |
| Lätt tungvikt (205) | Kennedy Nzechukwu (NGA) | Nej          | vs.       | Anton Berzin (USA)    | Nej          | Domslut (delat)             | 3         | 5:00      |           |
| Bantamvikt (135)    | Benito Lopez (USA)      | Ja           | vs.       | Steven Peterson (USA) | Nej          | Domslut (delat)             | 3         | 5:00      |           |
| Flugvikt (125)      | Joby Sanchez (USA)      | Ja           | vs.       | JP Buys (USA)         | Nej          | TKO (slag)                  | 2         | 2:28      |           |
| Lättvikt (155)      | Mike Santiago (USA)     | Nej          | vs.       | Mark Cherico (USA)    | Nej          | TKO (slag)                  | 1         | 2:59      |           |
| Flugvikt (125)      | Jordan Espinosa (USA)   | Nej          | vs.       | Nick Urso (USA)       | Nej          | Teknisk submission (d'arce) | 1         | 1:23      |           |

#### Vecka 8
| DWCS 8       |                                           |
| Information  |                                           |
| Organisation | Dana White Tuesday Night Contender Series |
| Datum        | 29 augusti 2017                           |
| Arena        | UFC Training Centre                       |
| Plats        | Las Vegas, NV                             |

| Vecka 8             | Vecka 8              | Vecka 8      | Vecka 8   | Vecka 8              | Vecka 8      | Vecka 8                  | Vecka 8   | Vecka 8   | Vecka 8   |
| Viktklass (Vikt lb) | Vinnare              | UFC-kontrakt |           | Motståndare          | UFC-kontrakt | Metod                    | Rond      | Tid       | Noter     |
| Matchkort           | Matchkort            | Matchkort    | Matchkort | Matchkort            | Matchkort    | Matchkort                | Matchkort | Matchkort | Matchkort |
| ------------------- | -------------------- | ------------ | --------- | -------------------- | ------------ | ------------------------ | --------- | --------- | --------- |
| Lättvikt (155)      | Matt Frevola (USA)   | Ja           | vs.       | Jose Flores (USA)    | Nej          | Submission (armtriangel) | 2         | 3:32      |           |
| Mellanvikt (185)    | Bevon Lewis (USA)    | Nästan       | vs.       | Elias Urbina (USA)   | Nej          | TKO (slag)               | 2         | 2:47      |           |
| Flugvikt (125)      | Adam Antolin (USA)   | Nej          | vs.       | Casey Kenney (USA)   | Nej          | Domslut (delat)          | 3         | 5:00      |           |
| Bantamvikt (135)    | Lauren Mueller (USA) | Ja           | vs.       | Kelly McGill (USA)   | Nej          | Domslut (enhälligt)      | 3         | 5:00      |           |
| Tungvikt (265)      | Allen Crowder (USA)  | Ja           | vs.       | Don'Tale Mayes (USA) | Nej          | TKO (slag)               | 3         | 4:12      |           |

### 2018 års säsong
23 atleter kontrakterades under 2018. Några av de som rönt större framgång eller berömmelse inom UFC sedan dess är:
- Greg Hardy[15]
- Antonina Sjevtjenko (Valentinas syster)[16]
- Maycee Barber[17]
- Sodiq Yusuff[18]
- Johnny Walker[19]

#### Vecka 1
| DWCS 9       |                                           |
| Information  |                                           |
| Organisation | Dana White Tuesday Night Contender Series |
| Datum        | 12 juni 2018                              |
| Arena        | UFC Training Centre                       |
| Plats        | Las Vegas, NV                             |

| Vecka 1             | Vecka 1                | Vecka 1      | Vecka 1   | Vecka 1                  | Vecka 1      | Vecka 1                | Vecka 1   | Vecka 1   | Vecka 1   |
| Viktklass (Vikt lb) | Vinnare                | UFC-kontrakt |           | Motståndare              | UFC-kontrakt | Metod                  | Rond      | Tid       | Noter     |
| Matchkort           | Matchkort              | Matchkort    | Matchkort | Matchkort                | Matchkort    | Matchkort              | Matchkort | Matchkort | Matchkort |
| ------------------- | ---------------------- | ------------ | --------- | ------------------------ | ------------ | ---------------------- | --------- | --------- | --------- |
| Tungvikt (265)      | Alonzo Menifield (USA) | Ja           | vs.       | Dashawn Boatwright (USA) | Nej          | TKO (slag)             | 1         | 0:08      |           |
| Weltervikt (170)    | Chris Curtis (USA)     | Nej          | vs.       | Sean Lally (USA)         | Nej          | KO (hälspark och slag) | 3         | 1:37      |           |
| Tungvikt (265)      | Greg Hardy (USA)       | Ja           | vs.       | Austen Lane (USA)        | Nej          | KO (slag)              | 1         | 0:57      |           |
| Bantamvikt (135)    | Montel Jackson (USA)   | Nej          | vs.       | Rico DiSciullo (USA)     | Nej          | TKO (slag)             | 3         | 2:15      |           |
| Mellanvikt (185)    | Kevin Holland (USA)    | Nej          | vs.       | Will Santiago (USA)      | Nej          | Domslut (enhälligt)    | 3         | 5:00      |           |

#### Vecka 2
| DWCS 10      |                                           |
| Information  |                                           |
| Organisation | Dana White Tuesday Night Contender Series |
| Datum        | 19 juni 2018                              |
| Arena        | UFC Training Centre                       |
| Plats        | Las Vegas, NV                             |

| Vecka 2             | Vecka 2                 | Vecka 2      | Vecka 2   | Vecka 2              | Vecka 2      | Vecka 2                       | Vecka 2   | Vecka 2   | Vecka 2   |
| Viktklass (Vikt lb) | Vinnare                 | UFC-kontrakt |           | Motståndare          | UFC-kontrakt | Metod                         | Rond      | Tid       | Noter     |
| Matchkort           | Matchkort               | Matchkort    | Matchkort | Matchkort            | Matchkort    | Matchkort                     | Matchkort | Matchkort | Matchkort |
| ------------------- | ----------------------- | ------------ | --------- | -------------------- | ------------ | ----------------------------- | --------- | --------- | --------- |
| Fjädervikt (145)    | Matt Sayles (USA)       | Ja           | vs.       | Yazan Hajeh (USA)    | Nej          | TKO (slag)                    | 1         | 1:57      |           |
| Mellanvikt (185)    | Anthony Hernandez (USA) | Ja           | vs.       | Jordan Wright (USA)  | Nej          | No Contest (seger annullerad) | 1         | 0:40      |           |
| Fjädervikt (145)    | Austin Springer (USA)   | Nej          | vs.       | Giga Chikadze (GEO)  | Nej          | Submission (rear-naked)       | 3         | 4:10      |           |
| Lätt tungvikt (205) | Ryan Spann (USA)        | Ja           | vs.       | Emiliano Sordi (ARG) | Nej          | Submission (giljotin)         | 1         | 0:26      |           |
| Weltervikt (170)    | Dwight Grant (USA)      | Ja           | vs.       | Tyler Hill (USA)     | Nej          | KO (slag)                     | 2         | 2:08      |           |

#### Vecka 3
| DWCS 11      |                                           |
| Information  |                                           |
| Organisation | Dana White Tuesday Night Contender Series |
| Datum        | 26 juni 2018                              |
| Arena        | UFC Training Centre                       |
| Plats        | Las Vegas, NV                             |

| Vecka 3             | Vecka 3                   | Vecka 3      | Vecka 3   | Vecka 3              | Vecka 3      | Vecka 3                       | Vecka 3   | Vecka 3   | Vecka 3   |
| Viktklass (Vikt lb) | Vinnare                   | UFC-kontrakt |           | Motståndare          | UFC-kontrakt | Metod                         | Rond      | Tid       | Noter     |
| Matchkort           | Matchkort                 | Matchkort    | Matchkort | Matchkort            | Matchkort    | Matchkort                     | Matchkort | Matchkort | Matchkort |
| ------------------- | ------------------------- | ------------ | --------- | -------------------- | ------------ | ----------------------------- | --------- | --------- | --------- |
| Flugvikt (125)      | Antonina Sjevtjenko (KGZ) | Ja           | vs.       | Jaymee Nievara (USA) | Nej          | TKO (slag)                    | 1         | 0:08      |           |
| Lättvikt (155)      | Te'Jovan Edwards (USA)    | Ja           | vs.       | Austin Tweedy (USA)  | Nej          | KO (slag)                     | 1         | 0:28      |           |
| Tungvikt (265)      | Josh Parisian (USA)       | Nej          | vs.       | Greg Rebello (USA)   | Nej          | TKO (snurrande backfist)      | 1         | 1:31      |           |
| Fjädervikt (145)    | Julian Erosa (USA)        | Nej          | vs.       | Jamall Emmers (USA)  | Nej          | KO (huvudspark och slag)      | 2         | 1:10      |           |
| Mellanvikt (185)    | Jordan Williams (USA)     | Nej          | vs.       | Tim Caron (USA)      | Nej          | No Contest (seger annullerad) | 3         | 3:37      |           |

#### Vecka 4
| DWCS 12      |                                           |
| Information  |                                           |
| Organisation | Dana White Tuesday Night Contender Series |
| Datum        | 10 juli 2018                              |
| Arena        | UFC Training Centre                       |
| Plats        | Las Vegas, NV                             |

| Vecka 4             | Vecka 4               | Vecka 4      | Vecka 4   | Vecka 4                | Vecka 4      | Vecka 4                   | Vecka 4   | Vecka 4   | Vecka 4   |
| Viktklass (Vikt lb) | Vinnare               | UFC-kontrakt |           | Motståndare            | UFC-kontrakt | Metod                     | Rond      | Tid       | Noter     |
| Matchkort           | Matchkort             | Matchkort    | Matchkort | Matchkort              | Matchkort    | Matchkort                 | Matchkort | Matchkort | Matchkort |
| ------------------- | --------------------- | ------------ | --------- | ---------------------- | ------------ | ------------------------- | --------- | --------- | --------- |
| Lättvikt (155)      | Kevin Aguilar (USA)   | Nej          | vs.       | Joey Gomez (USA)       | Nej          | Domslut (delat)           | 3         | 5:00      |           |
| Mellanvikt (185)    | Bevon Lewis (USA)     | Ja           | vs.       | Alton Cunningham (USA) | Nej          | TKO (knän)                | 1         | 3:01      |           |
| Fjädervikt (145)    | Ricky Palacios (USA)  | Nej          | vs.       | Toby Misech (USA)      | Nej          | Domslut (enhälligt)       | 3         | 5:00      |           |
| Flugvikt (125)      | Jordan Espinosa (USA) | Ja           | vs.       | Riley Dutro (USA)      | Nej          | TKO (slag)                | 3         | 4:58      |           |
| Lättvikt (155)      | Jalin Turner (USA)    | Nej          | vs.       | Max Mustaki (USA)      | Nej          | TKO (matchläkaren bryter) | 1         | 5:00      |           |

#### Vecka 5
| DWCS 13      |                                           |
| Information  |                                           |
| Organisation | Dana White Tuesday Night Contender Series |
| Datum        | 17 juli 2018                              |
| Arena        | UFC Training Centre                       |
| Plats        | Las Vegas, NV                             |

| Vecka 5             | Vecka 5                     | Vecka 5      | Vecka 5   | Vecka 5              | Vecka 5      | Vecka 5                         | Vecka 5   | Vecka 5   | Vecka 5   |
| Viktklass (Vikt lb) | Vinnare                     | UFC-kontrakt |           | Motståndare          | UFC-kontrakt | Metod                           | Rond      | Tid       | Noter     |
| Matchkort           | Matchkort                   | Matchkort    | Matchkort | Matchkort            | Matchkort    | Matchkort                       | Matchkort | Matchkort | Matchkort |
| ------------------- | --------------------------- | ------------ | --------- | -------------------- | ------------ | ------------------------------- | --------- | --------- | --------- |
| Stråvikt (115)      | Maycee Barber (USA)         | Ja           | vs.       | Jamie Colleen (USA)  | Nej          | TKO (armbågar)                  | 3         | 4:15      |           |
| Bantamvikt (135)    | Domingo Pilarte (USA)       | Ja           | vs.       | Vince Morales (USA)  | Nej          | Teknisk submission (rear-naked) | 2         | 1:52      |           |
| Mellanvikt (185)    | Chibwikem Onyenegecha (USA) | Nej          | vs.       | Anthony Adams (USA)  | Nej          | Domslut (delat)                 | 3         | 5:00      |           |
| Weltervikt (170)    | Austin Vanderford (USA)     | Nej          | vs.       | Angelo Trevino (USA) | Nej          | Submission (rear-naked)         | 2         | 2:42      |           |
| Mellanvikt (185)    | Edmen Shahbazyan (USA)      | Ja           | vs.       | Antonio Jones (USA)  | Nej          | TKO (slag)                      | 1         | 0:40      |           |

#### Vecka 6
| DWCS 14      |                                           |
| Information  |                                           |
| Organisation | Dana White Tuesday Night Contender Series |
| Datum        | 24 juli 2018                              |
| Arena        | UFC Training Centre                       |
| Plats        | Las Vegas, NV                             |

| Vecka 6             | Vecka 6            | Vecka 6      | Vecka 6   | Vecka 6               | Vecka 6      | Vecka 6             | Vecka 6   | Vecka 6   | Vecka 6   |
| Viktklass (Vikt lb) | Vinnare            | UFC-kontrakt |           | Motståndare           | UFC-kontrakt | Metod               | Rond      | Tid       | Noter     |
| Matchkort           | Matchkort          | Matchkort    | Matchkort | Matchkort             | Matchkort    | Matchkort           | Matchkort | Matchkort | Matchkort |
| ------------------- | ------------------ | ------------ | --------- | --------------------- | ------------ | ------------------- | --------- | --------- | --------- |
| Lättvikt (155)      | Alex Munoz (USA)   | Nej          | vs.       | Nick Newell (USA)     | Nej          | Domslut (enhälligt) | 3         | 5:00      |           |
| Lätt tungvikt (205) | Jimmy Crute (AUS)  | Ja           | vs.       | Chris Birchler (USA)  | Nej          | TKO (slag)          | 1         | 4:23      |           |
| Lättvikt (155)      | Sodiq Yusuff (NGA) | Ja           | vs.       | Mike Davis (USA)      | Nej          | Domslut (delat)     | 3         | 5:00      |           |
| Tungvikt (265)      | Jeff Hughes (USA)  | Ja           | vs.       | Josh Appelt (USA)     | Nej          | TKO (slag)          | 1         | 4:26      |           |
| Mellanvikt (185)    | Chase Hooper (USA) | Nästan       | vs.       | Canaan Kawaihae (USA) | Nej          | Domslut (enhälligt) | 3         | 5:00      |           |

#### Vecka 7
| DWCS 15      |                                           |
| Information  |                                           |
| Organisation | Dana White Tuesday Night Contender Series |
| Datum        | 31 juli 2018                              |
| Arena        | UFC Training Centre                       |
| Plats        | Las Vegas, NV                             |

| Vecka 7             | Vecka 7                 | Vecka 7      | Vecka 7   | Vecka 7                | Vecka 7      | Vecka 7                 | Vecka 7   | Vecka 7   | Vecka 7   |
| Viktklass (Vikt lb) | Vinnare                 | UFC-kontrakt |           | Motståndare            | UFC-kontrakt | Metod                   | Rond      | Tid       | Noter     |
| Matchkort           | Matchkort               | Matchkort    | Matchkort | Matchkort              | Matchkort    | Matchkort               | Matchkort | Matchkort | Matchkort |
| ------------------- | ----------------------- | ------------ | --------- | ---------------------- | ------------ | ----------------------- | --------- | --------- | --------- |
| Lättvikt (155)      | Roosevelt Roberts (USA) | Ja           | vs.       | Garrett Gross (USA)    | Nej          | Submission (rear-naked) | 2         | 2:13      |           |
| Tungvikt (265)      | Don'Tale Mayes (USA)    | Nej          | vs.       | Mitchell Sipe (USA)    | Nej          | TKO (slag)              | 2         | 4:49      |           |
| Mellanvikt (185)    | Ian Heinisch (USA)      | Ja           | vs.       | Mike Davis (USA)       | Nej          | Domslut (delat)         | 3         | 5:00      |           |
| Fjädervikt (145)    | Jordan Griffin (USA)    | Ja           | vs.       | Maurice Mitchell (USA) | Nej          | Submission (rear-naked) | 1         | 3:57      |           |
| Tungvikt (185)      | Juan Adams (USA)        | Ja           | vs.       | Shawn Teed (USA)       | Nej          | TKO (slag)              | 1         | 4:17      |           |

#### Vecka 8
| DWCS 16      |                                           |
| Information  |                                           |
| Organisation | Dana White Tuesday Night Contender Series |
| Datum        | 31 juli 2018                              |
| Arena        | UFC Training Centre                       |
| Plats        | Las Vegas, NV                             |

| Vecka 8             | Vecka 8                 | Vecka 8      | Vecka 8   | Vecka 8              | Vecka 8      | Vecka 8                   | Vecka 8   | Vecka 8   | Vecka 8   |
| Viktklass (Vikt lb) | Vinnare                 | UFC-kontrakt |           | Motståndare          | UFC-kontrakt | Metod                     | Rond      | Tid       | Noter     |
| Matchkort           | Matchkort               | Matchkort    | Matchkort | Matchkort            | Matchkort    | Matchkort                 | Matchkort | Matchkort | Matchkort |
| ------------------- | ----------------------- | ------------ | --------- | -------------------- | ------------ | ------------------------- | --------- | --------- | --------- |
| Tungvikt (265)      | Greg Hardy (USA)        | Hade redan   | vs.       | Tebaris Gordon (USA) | Nej          | KO (slag)                 | 1         | 0:17      |           |
| Lättvikt (155)      | Devonte Smith (USA)     | Ja           | vs.       | Joseph Lowry (USA)   | Nej          | KO (armbågar)             | 1         | 2:52      |           |
| Lätt tungvikt (205) | Kennedy Nzechukwu (USA) | Ja           | vs.       | Dennis Bryant (USA)  | Nej          | TKO (huvudspark och slag) | 1         | 1:48      |           |
| Fjädervikt (145)    | Bobby Moffett (USA)     | Ja           | vs.       | Jacob Kilburn (USA)  | Nej          | Submission (d'arce)       | 2         | 1:02      |           |
| Fjädervikt (145)    | Alex Gilpin (USA)       | Nej          | vs.       | JR Coughran (USA)    | Nej          | Submission (d'arce)       | 2         | 1:55      |           |

### 2019 års säsong
2019 års utgåva av DWTNCS skulle komma att sändas exklusivt via ESPN+. Två andra större förändringar inför 2019 var att galorna numera gick av stapeln inne i det nybyggda UFC APEX och att namnet kortades ner från Dana White Tuesday Night Contender Series till det nuvarande Dana White Contender Series.
30 atleter kontrakterades under 2019. De av dem som rönt större framgång eller berömmelse inom UFC sedan dess är:
- Yorgan De Castro[30]
- Jamahal Hill[31]

#### Vecka 1
| DWCS 17      |                             |
| Information  |                             |
| Organisation | Dana White Contender Series |
| Datum        | 18 juni 2019                |
| Arena        | UFC APEX                    |
| Plats        | Las Vegas, NV               |

| Vecka 1             | Vecka 1                 | Vecka 1      | Vecka 1   | Vecka 1             | Vecka 1      | Vecka 1                   | Vecka 1   | Vecka 1   | Vecka 1   |
| Viktklass (Vikt lb) | Vinnare                 | UFC-kontrakt |           | Motståndare         | UFC-kontrakt | Metod                     | Rond      | Tid       | Noter     |
| Matchkort           | Matchkort               | Matchkort    | Matchkort | Matchkort           | Matchkort    | Matchkort                 | Matchkort | Matchkort | Matchkort |
| ------------------- | ----------------------- | ------------ | --------- | ------------------- | ------------ | ------------------------- | --------- | --------- | --------- |
| Mellanvikt (185)    | Punahele Soriano (USA)  | Ja           | vs.       | Jamie Pickett (USA) | Nej          | Domslut (enigt)           | 3         | 5:00      |           |
| Stråvikt (115)      | Hannah Goldy (USA)      | Nej          | vs.       | Kali Robbins (USA)  | Nej          | Domslut (enigt)           | 3         | 5:00      |           |
| Fjädervikt (145)    | Brendan Loughnane (ENG) | Nej          | vs.       | Bill Algeo (USA)    | Nej          | Domslut (enigt)           | 3         | 5:00      |           |
| Tungvikt (265)      | Yorgan De Castro (CPV)  | Ja           | vs.       | Alton Meeks (USA)   | Nej          | TKO (bensparkar och slag) | 1         | 4:45      |           |

#### Vecka 2
| DWCS 18      |                             |
| Information  |                             |
| Organisation | Dana White Contender Series |
| Datum        | 25 juni 2019                |
| Arena        | UFC APEX                    |
| Plats        | Las Vegas, NV               |

| Vecka 2             | Vecka 2               | Vecka 2      | Vecka 2   | Vecka 2                | Vecka 2      | Vecka 2         | Vecka 2   | Vecka 2   | Vecka 2   |
| Viktklass (Vikt lb) | Vinnare               | UFC-kontrakt |           | Motståndare            | UFC-kontrakt | Metod           | Rond      | Tid       | Noter     |
| Matchkort           | Matchkort             | Matchkort    | Matchkort | Matchkort              | Matchkort    | Matchkort       | Matchkort | Matchkort | Matchkort |
| ------------------- | --------------------- | ------------ | --------- | ---------------------- | ------------ | --------------- | --------- | --------- | --------- |
| Lätt tungvikt (205) | Tony Johnson (USA)    | Nej          | vs.       | Alton Cunningham (USA) | Nej          | Domslut (enigt) | 3         | 5:00      |           |
| Fjädervikt (145)    | Justin Gonzales (USA) | Nej          | vs.       | Zach Zane (USA)        | Nej          | Domslut (enigt) | 3         | 5:00      |           |
| Mellanvikt (185)    | Kyle Daukaus (USA)    | Nej          | vs.       | Michael Lombardo (USA) | Nej          | Domslut (enigt) | 3         | 5:00      |           |
| Tungvikt (265)      | Miles Johns (USA)     | Ja           | vs.       | Richie Santiago (USA)  | Nej          | Domslut (enigt) | 3         | 5:00      |           |
| Catchvikt (178)Ja   | Miguel Baeza (USA)    | Ja           | vs.       | Victor Reyna (USA)     | Nej          | KO (slag)       | 2         | 2:08      |           |

#### Vecka 3
| DWCS 19      |                             |
| Information  |                             |
| Organisation | Dana White Contender Series |
| Datum        | 9 juli 2019                 |
| Arena        | UFC APEX                    |
| Plats        | Las Vegas, NV               |

| Vecka 3             | Vecka 3               | Vecka 3      | Vecka 3   | Vecka 3             | Vecka 3      | Vecka 3                        | Vecka 3   | Vecka 3   | Vecka 3   |
| Viktklass (Vikt lb) | Vinnare               | UFC-kontrakt |           | Motståndare         | UFC-kontrakt | Metod                          | Rond      | Tid       | Noter     |
| Matchkort           | Matchkort             | Matchkort    | Matchkort | Matchkort           | Matchkort    | Matchkort                      | Matchkort | Matchkort | Matchkort |
| ------------------- | --------------------- | ------------ | --------- | ------------------- | ------------ | ------------------------------ | --------- | --------- | --------- |
| Lättvikt (155)      | Joseph Solecki (USA)  | Ja           | vs.       | Jesse Wallace (USA) | Nej          | Submission (giljotin)          | 1         | 3:49      |           |
| Lätt tungvikt (205) | Antonio Trócoli (BRA) | Ja           | vs.       | Kenneth Bergh (NOR) | Nej          | No Contest (segern annullerad) | 1         | 3:57      |           |
| Bantamvikt (135)    | Hunter Azure (USA)    | Ja           | vs.       | Chris Ocon (USA)    | Nej          | Domslut (enigt)                | 3         | 5:00      |           |
| Mellanvikt (185)    | Maki Pitolo (USA)     | Ja           | vs.       | Justin Sumter (USA) | Nej          | TKO (slag)                     | 1         | 1:37      |           |
| Lättvikt (155)      | Jonathan Pearce (USA) | Ja           | vs.       | Jacob Rosales (USA) | Nej          | TKO (slag)                     | 3         | 1:50      |           |

#### Vecka 4
| DWCS 20      |                             |
| Information  |                             |
| Organisation | Dana White Contender Series |
| Datum        | 16 juli 2019                |
| Arena        | UFC APEX                    |
| Plats        | Las Vegas, NV               |

| Vecka 4             | Vecka 4              | Vecka 4      | Vecka 4   | Vecka 4                  | Vecka 4      | Vecka 4                          | Vecka 4   | Vecka 4   | Vecka 4   |
| Viktklass (Vikt lb) | Vinnare              | UFC-kontrakt |           | Motståndare              | UFC-kontrakt | Metod                            | Rond      | Tid       | Noter     |
| Matchkort           | Matchkort            | Matchkort    | Matchkort | Matchkort                | Matchkort    | Matchkort                        | Matchkort | Matchkort | Matchkort |
| ------------------- | -------------------- | ------------ | --------- | ------------------------ | ------------ | -------------------------------- | --------- | --------- | --------- |
| Mellanvikt (185)    | Antonio Arroyo (BRA) | Ja           | vs.       | Stephen Regman (USA)     | Nej          | Submission (huvud-arm-strypning) | 2         | 3:31      |           |
| Bantamvikt (135)    | Ode Osbourne (JAM)   | Ja           | vs.       | Armando Villarreal (USA) | Nej          | Submission (armbar)              | 1         | 4:39      |           |
| Tungvikt (265)      | Don'Tale Mayes (USA) | Ja           | vs.       | Ricardo Prasel (BRA)     | Nej          | TKO (slag)                       | 1         | 4:49      |           |
| Catchvikt (152,5)   | Kevin Syler (BOL)    | Nej          | vs.       | Lance Lawrence (USA)     | Nej          | Domslut (enhälligt)              | 3         | 5:00      |           |
| Mellanvikt (185)    | Brendan Allen (USA)  | Ja           | vs.       | Aaron Jeffery (CAN)      | Nej          | Submission (rear-naked)          | 1         | 3:23      |           |

#### Vecka 5
| DWCS 21      |                             |
| Information  |                             |
| Organisation | Dana White Contender Series |
| Datum        | 23 juli 2019                |
| Arena        | UFC APEX                    |
| Plats        | Las Vegas, NV               |

| Vecka 5             | Vecka 5                     | Vecka 5      | Vecka 5   | Vecka 5                 | Vecka 5      | Vecka 5             | Vecka 5   | Vecka 5   | Vecka 5   |
| Viktklass (Vikt lb) | Vinnare                     | UFC-kontrakt |           | Motståndare             | UFC-kontrakt | Metod               | Rond      | Tid       | Noter     |
| Matchkort           | Matchkort                   | Matchkort    | Matchkort | Matchkort               | Matchkort    | Matchkort           | Matchkort | Matchkort | Matchkort |
| ------------------- | --------------------------- | ------------ | --------- | ----------------------- | ------------ | ------------------- | --------- | --------- | --------- |
| Mellanvikt (185)    | Ramazan Kuramagomedov (RUS) | Nej          | vs.       | Jordan Williams (USA)   | Nej          | Domslut (delat)     | 3         | 5:00      |           |
| Fjädervikt (145)    | Sean Woodson (USA)          | Ja           | vs.       | Terrance McKinney (USA) | Nej          | KO (flygande knä)   | 2         | 1:49      |           |
| Lättvikt (155)      | J.J. Okanovich (USA)        | Nej          | vs.       | Christian Lohsen (USA)  | Nej          | Domslut (enhälligt) | 3         | 5:00      |           |
| Lätt tungvikt (205) | Jamahal Hill (USA)          | Ja           | vs.       | Alexander Poppeck (GER) | Nej          | TKO (slag)          | 2         | 4:29      |           |
| Fjädervikt (145)    | Billy Quarantillo (USA)     | Ja           | vs.       | Kamuela Kirk (USA)      | Nej          | TKO (slag)          | 3         | 0:22      |           |

#### Vecka 6
| DWCS 22      |                             |
| Information  |                             |
| Organisation | Dana White Contender Series |
| Datum        | 30 juli 2019                |
| Arena        | UFC APEX                    |
| Plats        | Las Vegas, NV               |

| Vecka 6             | Vecka 6                  | Vecka 6      | Vecka 6   | Vecka 6               | Vecka 6      | Vecka 6                  | Vecka 6   | Vecka 6   | Vecka 6   |
| Viktklass (Vikt lb) | Vinnare                  | UFC-kontrakt |           | Motståndare           | UFC-kontrakt | Metod                    | Rond      | Tid       | Noter     |
| Matchkort           | Matchkort                | Matchkort    | Matchkort | Matchkort             | Matchkort    | Matchkort                | Matchkort | Matchkort | Matchkort |
| ------------------- | ------------------------ | ------------ | --------- | --------------------- | ------------ | ------------------------ | --------- | --------- | --------- |
| Lätt tungvikt (205) | Aleksa Camur (USA)       | Ja           | vs.       | Fabio Cherant (USA)   | Nej          | TKO (flygande knä)       | 2         | 0:48      |           |
| Fjädervikt (145)    | Aalon Cruz (USA)         | Ja           | vs.       | Steven Nguyen (USA)   | Nej          | KO (flygande knä)        | 3         | 4:36      |           |
| Flugvikt (125)      | Tracy Cortez (USA)       | Ja           | vs.       | Marija Agapova (KAZ)  | Nej          | Domslut (enhälligt)      | 3         | 5:00      |           |
| Weltervikt (170)    | Daniel Rodriguez (USA)   | Nej          | vs.       | Rico Farrington (USA) | Nej          | Domslut (enhälligt)      | 3         | 5:00      |           |
| Tungvikt (265)      | Rodrigo Nascimento (BRA) | Ja           | vs.       | Michal Martínek (CZE) | Nej          | Submission (armtriangel) | 1         | 3:16      |           |

#### Vecka 7
| DWCS 23      |                             |
| Information  |                             |
| Organisation | Dana White Contender Series |
| Datum        | 6 augusti 2019              |
| Arena        | UFC APEX                    |
| Plats        | Las Vegas, NV               |

| Vecka 7             | Vecka 7             | Vecka 7      | Vecka 7   | Vecka 7              | Vecka 7      | Vecka 7               | Vecka 7   | Vecka 7   | Vecka 7   |
| Viktklass (Vikt lb) | Vinnare             | UFC-kontrakt |           | Motståndare          | UFC-kontrakt | Metod                 | Rond      | Tid       | Noter     |
| Matchkort           | Matchkort           | Matchkort    | Matchkort | Matchkort            | Matchkort    | Matchkort             | Matchkort | Matchkort | Matchkort |
| ------------------- | ------------------- | ------------ | --------- | -------------------- | ------------ | --------------------- | --------- | --------- | --------- |
| Lättvikt (155)      | Omar Morales (VEN)  | Ja           | vs.       | Harvey Park (USA)    | Nej          | TKO (slag)            | 2         | 1:06      |           |
| Flugvikt (125)      | Lucrezia Ria (ITA)  | Nej          | vs.       | Marilia Santos (BRA) | Nej          | Domslut (delat)       | 3         | 5:00      |           |
| Fjädervikt (145)    | Herbert Burns (BRA) | Ja           | vs.       | Darrick Minner (USA) | Nej          | Submission (triangel) | 3         | 5:00      |           |
| Mellanvikt (185)    | André Muniz (BRA)   | Ja           | vs.       | Taylor Johnson (USA) | Nej          | Domslut (enhälligt)   | 3         | 5:00      |           |
| Bantamvikt (135)    | Dwight Joseph (USA) | Ja           | vs.       | Jay Perrin (USA)     | Nej          | Domslut (enhälligt)   | 3         | 5:00      |           |

#### Vecka 8
| DWCS 24      |                             |
| Information  |                             |
| Organisation | Dana White Contender Series |
| Datum        | 13 augusti 2019             |
| Arena        | UFC APEX                    |
| Plats        | Las Vegas, NV               |

| Vecka 8             | Vecka 8                | Vecka 8      | Vecka 8   | Vecka 8               | Vecka 8      | Vecka 8                 | Vecka 8   | Vecka 8   | Vecka 8   |
| Viktklass (Vikt lb) | Vinnare                | UFC-kontrakt |           | Motståndare           | UFC-kontrakt | Metod                   | Rond      | Tid       | Noter     |
| Matchkort           | Matchkort              | Matchkort    | Matchkort | Matchkort             | Matchkort    | Matchkort               | Matchkort | Matchkort | Matchkort |
| ------------------- | ---------------------- | ------------ | --------- | --------------------- | ------------ | ----------------------- | --------- | --------- | --------- |
| Lätt tungvikt (205) | William Knight (USA)   | Nästan       | vs.       | Herdem Alacabek (SWE) | Nej          | TKO (slag)              | 3         | 4:34      |           |
| Weltervikt (170)    | Brok Weaver (USA)      | Ja           | vs.       | Devin Smyth (USA)     | Nej          | Domslut (enhälligt)     | 3         | 5:00      |           |
| Bantamvikt (135)    | Sarah Alpar (USA)      | Ja           | vs.       | Shanna Young (USA)    | Nej          | Submission (rear-naked) | 2         | 2:55      |           |
| Bantamvikt (135)    | Tony Gravely (USA)     | Ja           | vs.       | Ray Rodriguez (USA)   | Nej          | TKO (slag)              | 3         | 2:16      |           |
| Lätt tungvikt (205) | Julius Anglickas (LTU) | Nej          | vs.       | Karl Reed (USA)       | Nej          | Domslut (enhälligt)     | 3         | 5:00      |           |

#### Vecka 9
| DWCS 25      |                             |
| Information  |                             |
| Organisation | Dana White Contender Series |
| Datum        | 20 augusti 2019             |
| Arena        | UFC APEX                    |
| Plats        | Las Vegas, NV               |

| Vecka 9             | Vecka 9              | Vecka 9      | Vecka 9   | Vecka 9               | Vecka 9      | Vecka 9             | Vecka 9   | Vecka 9   | Vecka 9   |
| Viktklass (Vikt lb) | Vinnare              | UFC-kontrakt |           | Motståndare           | UFC-kontrakt | Metod               | Rond      | Tid       | Noter     |
| Matchkort           | Matchkort            | Matchkort    | Matchkort | Matchkort             | Matchkort    | Matchkort           | Matchkort | Matchkort | Matchkort |
| ------------------- | -------------------- | ------------ | --------- | --------------------- | ------------ | ------------------- | --------- | --------- | --------- |
| Weltervikt (170)    | Philip Rowe (USA)    | Ja           | vs.       | Leon Shahbazyan (USA) | Nej          | TKO (slag)          | 3         | 0:16      |           |
| Lätt tungvikt (205) | Jamal Pogues (USA)   | Nej          | vs.       | Marcos Brigagao (BRA) | Nej          | Domslut (enhälligt) | 3         | 5:00      |           |
| Catchvikt (139)     | Steve Garcia (USA)   | Nej          | vs.       | Desmond Torres (USA)  | Nej          | TKO (slag)          | 1         | 4:35      |           |
| Stråvikt (115)      | Mallory Martin (USA) | Nej          | vs.       | Micol di Segni (ITA)  | Nej          | Domslut (enhälligt) | 3         | 5:00      |           |
| Bantamvikt (135)    | Ricky Steele (USA)   | Nej          | vs.       | Phil Caracappa (USA)  | Nej          | Domslut (delat)     | 3         | 5:00      |           |

#### Vecka 10
| DWCS 26      |                             |
| Information  |                             |
| Organisation | Dana White Contender Series |
| Datum        | 27 augusti 2019             |
| Arena        | UFC APEX                    |
| Plats        | Las Vegas, NV               |

| Vecka 10            | Vecka 10              | Vecka 10     | Vecka 10  | Vecka 10             | Vecka 10     | Vecka 10                 | Vecka 10  | Vecka 10  | Vecka 10  |
| Viktklass (Vikt lb) | Vinnare               | UFC-kontrakt |           | Motståndare          | UFC-kontrakt | Metod                    | Rond      | Tid       | Noter     |
| Matchkort           | Matchkort             | Matchkort    | Matchkort | Matchkort            | Matchkort    | Matchkort                | Matchkort | Matchkort | Matchkort |
| ------------------- | --------------------- | ------------ | --------- | -------------------- | ------------ | ------------------------ | --------- | --------- | --------- |
| Mellanvikt (185)    | Duško Todorović (SER) | Ja           | vs.       | Teddy Ash (CAN)      | Nej          | Domslut (enhälligt)      | 3         | 5:00      |           |
| Mellanvikt (185)    | Impa Kasanganay (USA) | Nej          | vs.       | Kailan Hill (USA)    | Nej          | Domslut (enhälligt)      | 3         | 5:00      |           |
| Lättvikt (155)      | Peter Barrett (USA)   | Ja           | vs.       | Sang Hoon Yoo (KOR)  | Nej          | TKO (slag)               | 1         | 4:35      |           |
| Tungvikt (265)      | Ben Sosoli (AUS)      | Nej          | vs.       | Dustin Joynson (CAN) | Nej          | No Contest (ögonpetning) | 1         | 2:08      |           |
| Fjädervikt (145)    | T.J. Brown (USA)      | Ja           | vs.       | Dylan Lockard (USA)  | Nej          | Submission (armtriangel) | 3         | 2:59      |           |

### 2020 års säsong
2020 års säsong var även den exklusivt tillgänglig via ESPN+. I april 2020 lät det meddelas att på grund av coronapandemin skulle säsongen börja 4 augusti istället för den ursprungliga planen där säsongen började 23 juni.

Tidigt i september meddelade Dana White att säsongen skulle komma att pausas och återkomma i november: 
| ”                                         | Ja, det är för att vi mest sannolikt kommer åka till Fight Island (Yeah, is because we're more than likely going to Fight Island) | „ |
| – Dana White vid DWSC 31 presskonferensen | |   |

Enligt den av Nevadas atletkommission (NSAC, Nevada State Athletic Commission) godkända ansökan ska säsongen gå av stapeln varje torsdag fram till 6 oktober. Den sändningstakten skulle innebära att 10 avsnitt hanns sändas fram till det datumet. På frågan om hur många avsnitt som var kvar av säsongen svarade dock Dana White svävande.

#### Vecka 1
| DWCS 27      |                             |
| Information  |                             |
| Organisation | Dana White Contender Series |
| Datum        | 4 augusti 2020              |
| Arena        | UFC APEX                    |
| Plats        | Las Vegas, NV               |

| Vecka 1             | Vecka 1              | Vecka 1      | Vecka 1   | Vecka 1              | Vecka 1      | Vecka 1                  | Vecka 1   | Vecka 1   | Vecka 1   |
| Viktklass (Vikt lb) | Vinnare              | UFC-kontrakt |           | Motståndare          | UFC-kontrakt | Metod                    | Rond      | Tid       | Noter     |
| Matchkort           | Matchkort            | Matchkort    | Matchkort | Matchkort            | Matchkort    | Matchkort                | Matchkort | Matchkort | Matchkort |
| ------------------- | -------------------- | ------------ | --------- | -------------------- | ------------ | ------------------------ | --------- | --------- | --------- |
| Lätt tungvikt (205) | Dustin Jacoby (USA)  | Ja           | vs.       | Ty Flores (USA)      | Nej          | Domslut (enhälligt)      | 3         | 5:00      |           |
| Lättvikt (155)      | Uroš Medić (SER)     | Ja           | vs.       | Mikey Gonzalez (USA) | Nej          | TKO (slag)               | 1         | 2:48      |           |
| Flugvikt (125)      | Jerome Rivera (USA)  | Nej          | vs.       | Luis Rodríguez (MEX) | Nej          | Domslut (enhälligt)      | 3         | 5:00      |           |
| Lättvikt (155)      | Jordan Leavitt (USA) | Ja           | vs.       | Jose Flores (USA)    | Nej          | Submission (armtriangel) | 1         | 4:15      |           |

#### Vecka 2
| DWCS 28      |                             |
| Information  |                             |
| Organisation | Dana White Contender Series |
| Datum        | 11 augusti 2020             |
| Arena        | UFC APEX                    |
| Plats        | Las Vegas, NV               |

| Vecka 2             | Vecka 2                | Vecka 2      | Vecka 2   | Vecka 2                  | Vecka 2      | Vecka 2                   | Vecka 2   | Vecka 2   | Vecka 2   |
| Viktklass (Vikt lb) | Vinnare                | UFC-kontrakt |           | Motståndare              | UFC-kontrakt | Metod                     | Rond      | Tid       | Noter     |
| Matchkort           | Matchkort              | Matchkort    | Matchkort | Matchkort                | Matchkort    | Matchkort                 | Matchkort | Matchkort | Matchkort |
| ------------------- | ---------------------- | ------------ | --------- | ------------------------ | ------------ | ------------------------- | --------- | --------- | --------- |
| Mellanvikt (185)    | Dustin Stoltzfus (USA) | Ja           | vs.       | Joe Pyfer (USA)          | Nej          | TKO (armskada)            | 1         | 4:21      |           |
| Bantamvikt (135)    | Adrian Yanez (USA)     | Ja           | vs.       | Brady Huang (USA)        | Nej          | TKO (slag)                | 1         | 0:39      |           |
| Stråvikt (115)      | Cory McKenna (WAL)     | Ja           | vs.       | Vanessa Demopoulos (USA) | Nej          | Domslut (enhälligt)       | 3         | 5:00      |           |
| Lättvikt (155)      | T.J. Laramie (CAN)     | Ja           | vs.       | Daniel Swain (USA)       | Nej          | TKO (matchläkaren bryter) | 1         | 5:00      |           |
| Mellanvikt (185)    | Impa Kasanganay (USA)  | Ja           | vs.       | Anthony Adams (USA)      | Nej          | Domslut (enhälligt)       | 3         | 5:00      |           |

#### Vecka 3
| DWCS 29      |                             |
| Information  |                             |
| Organisation | Dana White Contender Series |
| Datum        | 18 augusti 2020             |
| Arena        | UFC APEX                    |
| Plats        | Las Vegas, NV               |

| Vecka 3             | Vecka 3             | Vecka 3      | Vecka 3   | Vecka 3            | Vecka 3      | Vecka 3             | Vecka 3   | Vecka 3   | Vecka 3   |
| Viktklass (Vikt lb) | Vinnare             | UFC-kontrakt |           | Motståndare        | UFC-kontrakt | Metod               | Rond      | Tid       | Noter     |
| Matchkort           | Matchkort           | Matchkort    | Matchkort | Matchkort          | Matchkort    | Matchkort           | Matchkort | Matchkort | Matchkort |
| ------------------- | ------------------- | ------------ | --------- | ------------------ | ------------ | ------------------- | --------- | --------- | --------- |
| Weltervikt (170)    | Louis Cosce (USA)   | Ja           | vs.       | Victor Reyna (USA) | Nej          | TKO (slag)          | 1         | 1:12      |           |
| Stråvikt (115)      | Cheyanne Buys (USA) | Ja           | vs.       | Hilarie Rose (USA) | Nej          | Domslut (enhälligt) | 3         | 5:00      |           |
| Weltervikt (170)    | Orion Cosce (USA)   | Ja           | vs.       | Matt Dixon (USA)   | Nej          | TKO (slag)          | 3         | 4:42      |           |
| Tungvikt (265)      | Josh Parisian (USA) | Ja           | vs.       | Chad Johnson (USA) | Nej          | KO (slag)           | 1         | 3:43      |           |
| Lättvikt (155)      | Kenny Cross (USA)   | Nej          | vs.       | Kevin Syler (USA)  | Nej          | Domslut (enhälligt) | 3         | 5:00      |           |

#### Vecka 4
| DWCS 30      |                             |
| Information  |                             |
| Organisation | Dana White Contender Series |
| Datum        | 25 augusti 2020             |
| Arena        | UFC APEX                    |
| Plats        | Las Vegas, NV               |

| Vecka 4             | Vecka 4               | Vecka 4      | Vecka 4   | Vecka 4                | Vecka 4      | Vecka 4                  | Vecka 4   | Vecka 4   | Vecka 4   |
| Viktklass (Vikt lb) | Vinnare               | UFC-kontrakt |           | Motståndare            | UFC-kontrakt | Metod                    | Rond      | Tid       | Noter     |
| Matchkort           | Matchkort             | Matchkort    | Matchkort | Matchkort              | Matchkort    | Matchkort                | Matchkort | Matchkort | Matchkort |
| ------------------- | --------------------- | ------------ | --------- | ---------------------- | ------------ | ------------------------ | --------- | --------- | --------- |
| Mellanvikt (185)    | Jamie Pickett (USA)   | Ja           | vs.       | Jhonoven Pati (USA)    | Nej          | TKO (slag)               | 2         | 0:33      |           |
| Fjädervikt (145)    | Rafael Alves (BRA)    | Ja           | vs.       | Alejandro Flores (MEX) | Nej          | Domslut (enhälligt)      | 3         | 5:00      |           |
| Flugvikt (125)      | Jeff Molina (USA)     | Ja           | vs.       | Jacob Silva (USA)      | Nej          | Domslut (enhälligt)      | 3         | 5:00      |           |
| Lättvikt (155)      | Anthony Romero (CAN)  | Nej          | vs.       | Mike Breeden (USA)     | Nej          | Domslut (enhälligt)      | 3         | 5:00      |           |
| Mellanvikt (185)    | Collin Huckbody (USA) | Ja           | vs.       | Kyron Bowen (USA)      | Nej          | Submission (armtriangel) | 1         | 1:28      |           |

#### Vecka 5
| DWCS 31      |                             |
| Information  |                             |
| Organisation | Dana White Contender Series |
| Datum        | 1 september 2020            |
| Arena        | UFC APEX                    |
| Plats        | Las Vegas, NV               |

| Vecka 5             | Vecka 5                   | Vecka 5      | Vecka 5   | Vecka 5              | Vecka 5      | Vecka 5                  | Vecka 5   | Vecka 5   | Vecka 5   |
| Viktklass (Vikt lb) | Vinnare                   | UFC-kontrakt |           | Motståndare          | UFC-kontrakt | Metod                    | Rond      | Tid       | Noter     |
| Matchkort           | Matchkort                 | Matchkort    | Matchkort | Matchkort            | Matchkort    | Matchkort                | Matchkort | Matchkort | Matchkort |
| ------------------- | ------------------------- | ------------ | --------- | -------------------- | ------------ | ------------------------ | --------- | --------- | --------- |
| Fjädervikt (145)    | Melsik Baghdasaryan (ARM) | Nej          | vs.       | Dennis Buzukja (USA) | Nej          | Domslut (enhälligt)      | 3         | 5:00      |           |
| Flugvikt (125)      | Jimmy Flick (USA)         | Ja           | vs.       | Nate Smith (USA)     | Nej          | Submission (armtriangel) | 3         | 3:15      |           |
| Bantamvikt (135)    | Ronnie Lawrence (USA)     | Ja           | vs.       | Jose Johnson (USA)   | Nej          | Domslut (enhälligt)      | 3         | 5:00      |           |
| Lätt tungvikt (205) | William Knight (USA)      | Ja           | vs.       | Cody Brundage (USA)  | Nej          | TKO (armbågar och slag)  | 1         | 2:23      |           |
| Lättvikt (155)      | Tucker Lutz (USA)         | Nej          | vs.       | Chase Gibson (USA)   | Nej          | Domslut (enhälligt)      | 3         | 5:00      |           |

#### Vecka 6
| DWCS 32      |                             |
| Information  |                             |
| Organisation | Dana White Contender Series |
| Datum        | 8 september 2020            |
| Arena        | UFC APEX                    |
| Plats        | Las Vegas, NV               |

| Vecka 6             | Vecka 6                   | Vecka 6      | Vecka 6   | Vecka 6                    | Vecka 6      | Vecka 6                       | Vecka 6   | Vecka 6   | Vecka 6   |
| Viktklass (Vikt lb) | Vinnare                   | UFC-kontrakt |           | Motståndare                | UFC-kontrakt | Metod                         | Rond      | Tid       | Noter     |
| Matchkort           | Matchkort                 | Matchkort    | Matchkort | Matchkort                  | Matchkort    | Matchkort                     | Matchkort | Matchkort | Matchkort |
| ------------------- | ------------------------- | ------------ | --------- | -------------------------- | ------------ | ----------------------------- | --------- | --------- | --------- |
| Lättvikt (155)      | Sherrard Blackledge (USA) | Nästan       | vs.       | Cameron Church (USA)       | Nej          | Domslut (enhälligt)           | 3         | 5:00      |           |
| Mellanvikt (185)    | Aliaschab Chizrev (RUS)   | Ja           | vs.       | Henrique Shiguemoto (BRA)  | Nej          | Submission (rear-naked)       | 1         | 0:50      |           |
| Bantamvikt (135)    | Drako Rodriguez (USA)     | Ja           | vs.       | Mana Martinez (USA)        | Nej          | Teknisk submission (triangel) | 1         | 2:22      |           |
| Lätt tungvikt (205) | Tafon Nchuwki (CMR)       | Ja           | vs.       | Al Matavao (ASM)           | Nej          | KO (huvudspark)               | 2         | 2:01      |           |
| Mellanvikt (185)    | Phil Hawes (USA)          | Ja           | vs.       | Khadzhimurat Bestaev (USA) | Nej          | TKO (slag)                    | 1         | 1:18      |           |

#### Vecka 7
| DWCS 33      |                             |
| Information  |                             |
| Organisation | Dana White Contender Series |
| Datum        | 15 september 2020           |
| Arena        | UFC APEX                    |
| Plats        | Las Vegas, NV               |

| Vecka 7             | Vecka 7                | Vecka 7      | Vecka 7   | Vecka 7                 | Vecka 7      | Vecka 7             | Vecka 7   | Vecka 7   | Vecka 7   |
| Viktklass (Vikt lb) | Vinnare                | UFC-kontrakt |           | Motståndare             | UFC-kontrakt | Metod               | Rond      | Tid       | Noter     |
| Matchkort           | Matchkort              | Matchkort    | Matchkort | Matchkort               | Matchkort    | Matchkort           | Matchkort | Matchkort | Matchkort |
| ------------------- | ---------------------- | ------------ | --------- | ----------------------- | ------------ | ------------------- | --------- | --------- | --------- |
| Fjädervikt (145)    | Kyle Driscoll (USA)    | Nej          | vs.       | Dinis Paiva (USA)       | Nej          | Domslut (enhälligt) | 3         | 5:00      |           |
| Fjädervikt (145)    | Danyelle Wolf (USA)    | Ja           | vs.       | Taneisha Tennant (USA)  | Nej          | Domslut (enhälligt) | 3         | 5:00      |           |
| Weltervikt (170)    | Michael Lombardo (USA) | Nej          | vs.       | Korey Kuppe (USA)       | Nej          | Domslut (enhälligt) | 3         | 5:00      |           |
| Fjädervikt (145)    | Collin Anglin (USA)    | Ja           | vs.       | Muhammad Naimov (TJK)   | Nej          | Domslut (enhälligt) | 3         | 5:00      |           |
| Mellanvikt (185)    | Jordan Williams (USA)  | Ja           | vs.       | Gregory Rodrigues (BRA) | Nej          | KO (slag)           | 1         | 2:19      |           |

#### Vecka 8
| DWCS 34      |                             |
| Information  |                             |
| Organisation | Dana White Contender Series |
| Datum        | 4 november 2020             |
| Arena        | UFC APEX                    |
| Plats        | Las Vegas, NV               |

| Vecka 8             | Vecka 8                  | Vecka 8      | Vecka 8   | Vecka 8               | Vecka 8      | Vecka 8         | Vecka 8   | Vecka 8   | Vecka 8   |
| Viktklass (Vikt lb) | Vinnare                  | UFC-kontrakt |           | Motståndare           | UFC-kontrakt | Metod           | Rond      | Tid       | Noter     |
| Matchkort           | Matchkort                | Matchkort    | Matchkort | Matchkort             | Matchkort    | Matchkort       | Matchkort | Matchkort | Matchkort |
| ------------------- | ------------------------ | ------------ | --------- | --------------------- | ------------ | --------------- | --------- | --------- | --------- |
| Tungvikt (265)      | Jared Vanderaa (USA)     | Ja           | vs.       | Harry Hunsucker (USA) | Nej          | TKO (slag)      | 1         | 3:34      |           |
| Fjädervikt (145)    | Luis Saldaña (USA)       | Ja           | vs.       | Vince Murdock (USA)   | Nej          | TKO (slag)      | 3         | 0:44      |           |
| Weltervikt (170)    | Ignacio Bahamondes (CHI) | Ja           | vs.       | Edson Gomez (USA)     | Nej          | KO (frontspark) | 2         | 2:31      |           |
| Lätt tungvikt (205) | Carlos Ulberg (NZL)      | Ja           | vs.       | Bruno Oliveira (BRA)  | Nej          | KO (slag)       | 1         | 2:02      |           |

#### Vecka 9
| DWCS 35      |                             |
| Information  |                             |
| Organisation | Dana White Contender Series |
| Datum        | 10 november 2020            |
| Arena        | UFC APEX                    |
| Plats        | Las Vegas, NV               |

| Vecka 9             | Vecka 9               | Vecka 9      | Vecka 9   | Vecka 9                    | Vecka 9      | Vecka 9                  | Vecka 9   | Vecka 9   | Vecka 9   |
| Viktklass (Vikt lb) | Vinnare               | UFC-kontrakt |           | Motståndare                | UFC-kontrakt | Metod                    | Rond      | Tid       | Noter     |
| Matchkort           | Matchkort             | Matchkort    | Matchkort | Matchkort                  | Matchkort    | Matchkort                | Matchkort | Matchkort | Matchkort |
| ------------------- | --------------------- | ------------ | --------- | -------------------------- | ------------ | ------------------------ | --------- | --------- | --------- |
| Mellanvikt (185)    | Mário Sousa (BRA)     | Nej          | vs.       | Mariusz Ksiazkiewicz (CAN) | Nej          | Domslut (enhälligt)      | 3         | 5:00      |           |
| Lättvikt (155)      | Natan Levy (ISR)      | Ja           | vs.       | Shaheen Santana (USA)      | Nej          | Submission (armtriangel) | 3         | 0:55      |           |
| Lättvikt (155)      | Nikolas Motta (BRA)   | Ja           | vs.       | Joseph Lowry (USA)         | Nej          | Domslut (enhälligt)      | 3         | 5:00      |           |
| Stråvikt (115)      | Luana Pinheiro (BRA)  | Ja           | vs.       | Stephanie Frausto (USA)    | Nej          | TKO (slag)               | 1         | 2:48      |           |
| Bantamvikt (135)    | Danny Sabatello (USA) | Nej          | vs.       | Taylor Moore (USA)         | Nej          | TKO (slag)               | 3         | 5:00      |           |

#### Vecka 10
| DWCS 36      |                             |
| Information  |                             |
| Organisation | Dana White Contender Series |
| Datum        | 17 november 2020            |
| Arena        | UFC APEX                    |
| Plats        | Las Vegas, NV               |

| Vecka 10            | Vecka 10                | Vecka 10     | Vecka 10  | Vecka 10                  | Vecka 10     | Vecka 10              | Vecka 10  | Vecka 10  | Vecka 10  |
| Viktklass (Vikt lb) | Vinnare                 | UFC-kontrakt |           | Motståndare               | UFC-kontrakt | Metod                 | Rond      | Tid       | Noter     |
| Matchkort           | Matchkort               | Matchkort    | Matchkort | Matchkort                 | Matchkort    | Matchkort             | Matchkort | Matchkort | Matchkort |
| ------------------- | ----------------------- | ------------ | --------- | ------------------------- | ------------ | --------------------- | --------- | --------- | --------- |
| Flugvikt (125)      | Victoria Leonardo (BRA) | Ja           | vs.       | Chelsea Hackett (AUS)     | Nej          | TKO (slag)            | 2         | 4:41      |           |
| Lättvikt (155)      | Tucker Lutz (USA)       | Ja           | vs.       | Sherrard Blackledge (USA) | Nej          | Domslut (enhälligt)   | 3         | 5:00      |           |
| Stråvikt (115)      | Gloria de Paula (BRA)   | Ja           | vs.       | Pauline Macias (USA)      | Nej          | Domslut (enhälligt)   | 3         | 5:00      |           |
| Tungvikt (265)      | Nick Maximov (USA)      | Nästan       | vs.       | Oscar Cota (MEX)          | Nej          | Domslut (enhälligt)   | 3         | 5:00      |           |
| Flugvikt (125)      | JP Buys (RSA)           | Ja           | vs.       | Jacob Silva (USA)         | Nej          | Submission (giljotin) | 1         | 4:54      |           |

### 2021 års säsong
2021 års utgåva av DWCS kom att sändas via ESPN+, sportkanalens strömningstjänst. 
39 atleter kontrakterades under 2021. En av de som rönt större framgång eller berömmelse inom UFC sedan dess är: 
- Mike Malott[58][59]

#### Vecka 1
| DWCS 37      |                               |
| Information  |                               |
| Organisation | Dana White's Contender Series |
| Datum        | 31 augusti 2021               |
| Arena        | UFC APEX                      |
| Plats        | Las Vegas, NV                 |

| Vecka 1             | Vecka 1                 | Vecka 1      | Vecka 1   | Vecka 1                 | Vecka 1      | Vecka 1                      | Vecka 1   | Vecka 1   | Vecka 1   |
| Viktklass (Vikt lb) | Vinnare                 | UFC-kontrakt |           | Motståndare             | UFC-kontrakt | Metod                        | Rond      | Tid       | Noter     |
| Matchkort           | Matchkort               | Matchkort    | Matchkort | Matchkort               | Matchkort    | Matchkort                    | Matchkort | Matchkort | Matchkort |
| ------------------- | ----------------------- | ------------ | --------- | ----------------------- | ------------ | ---------------------------- | --------- | --------- | --------- |
| Lätt tungvikt (205) | Azamat Murzakanov (RUS) | Ja           | vs.       | Matheus Scheffel (BRA)  | Nej          | TKO (slag)                   | 1         | 3:00      |           |
| Fjädervikt (145)    | Joanderson Brito (BRA)  | Ja           | vs.       | Diego Lopez (BRA)       | Nej          | Tekniskt domslut (enhälligt) | 3         | 0:10      |           |
| Flugvikt (125)      | Victor Altamirano (USA) | Ja           | vs.       | Carlos Candelario (USA) | Nej          | Domslut (delat)              | 3         | 5:00      |           |
| Weltervikt (170)    | AJ Fletcher (USA)       | Ja           | vs.       | Leonardo Damiani (ITA)  | Nej          | KO (flygande knä)            | 1         | 2:24      |           |